# Masskjutningen i Dayton 2019
Masskjutningen i Dayton 2019 förövades strax efter midnatt, 01:05 (lokal tid), den 4 augusti 2019; attacken inträffade endast 13 timmar efter Masskjutningen i El Paso. Gärningsmannen dödade 9 personer och skadade ytterligare 27. Gärningsmannen sköts sedan ihjäl av polisen, inom 32 sekunder efter första skottet.